# Thliptocnemis barbipes
Thliptocnemis barbipes är en fjärilsart som beskrevs av Paul Mabille 1900. Thliptocnemis barbipes ingår i släktet Thliptocnemis och familjen snigelspinnare. Inga underarter finns listade i Catalogue of Life.